# El cruzado en Egipto
El cruzado en Egipto (título original en italiano, Il crociato in Egitto) es una ópera seria (melodramma eroico) en dos actos con música de Giacomo Meyerbeer y libreto en italiano de Gaetano Rossi. Se estrenó en el teatro La Fenice, Venecia el 7 de marzo de 1824. En España se estrenó en 1825, en el Teatro de la Santa Cruz de Barcelona.

## Historia
Se estrenó en el teatro La Fenice, Venecia el 7 de marzo de 1824. El papel de Armando fue cantado en el estreno por el famoso castrato, Giovanni Battista Velluti; la ópera fue probablemente la última compuesta para voz de castrato. Es la última de la serie de óperas de Meyerbeer en italiano, y se convirtió en la base del éxito internacional del compositor.
Después de su exitoso estreno veneciano, El cruzado fue la primera de las óperas de Meyerbeer que se representó en Londres (His Majesty's Theatre, 3 de junio de 1825, también con Velluti en el papel).  Esto animó a Rossini, quien entonces estaba gestionando el Théâtre-Italien, para organizar su representación en París, donde el papel de Armando lo asumió una mezzosoprano, Giuditta Pasta.  A lo largo de los siguientes 20-30 años, la ópera se representó prácticamente en todos los teatros principales de Europa, e incluso en Ciudad de México, La Habana y Constantinopla. 
Esta ópera rara vez se representa en la actualidad; en las estadísticas de Operabase aparece con sólo a representación en el período 2005-2010.

## Personajes
| Personaje                                                    | Tesitura                        | Reparto del estreno, 7 de marzo de 1824 (Director: - ) |
| ------------------------------------------------------------ | ------------------------------- | ------------------------------------------------------ |
| Aladino, Sultán de Damietta                                  | bajo                            | Luciano Bianchi                                        |
| Palmide, su hija, secretamente casada                        | soprano                         | Henriette Méric-Lalande                                |
| Armando, un caballero de Rodas, disfrazado de Elmireno       | soprano o mezzosoprano castrato | Giovanni Battista Velluti                              |
| Felicia, su prometida, disfrazada como un caballero de Rodas | mezzosoprano                    | Brigida Lorenzani                                      |
| Adriano, Gran Maestre de los Caballeros de Rodas             | tenor                           | Gaetano Crivelli                                       |
| Alma, confidente de Palmide                                  | soprano                         | Marietta Bramati                                       |
| Osmino, Gran Visir de Damietta                               | tenor                           | Giovanni Boccaccio                                     |
| Coro: Esclavos, caballeros, etc                              |                                 |                                                        |